# Cristoforo della Rovere
Cristoforo della Rovere (ur. 13 czerwca 1434 w Turynie, zm. 1 lutego 1478 w Rzymie) – włoski kardynał.

## Życiorys
Urodził się 13 czerwca 1434 roku w Turynie, jako syn Giovanniego della Rovere i Anny del Pozo (jego bratem był Domenico della Rovere). Studiował na Uniwersytecie Bolońskim, gdzie uzyskał doktorat utroque iure. 3 kwietnia 1472 roku został wybrany arcybiskupem Tarentaise i pozostał nim aż do śmierci. Pełnił funkcję zarządcy Zamku Świętego Anioła. 10 grudnia 1477 roku został kreowany kardynałem prezbiterem i otrzymał kościół tytularny S. Vitale. Ze względu na stan zdrowia nie odebrał kapelusza kardynalskiego osobiście. Zmarł 1 lutego 1478 roku w Rzymie.